# Otávio Gouveia de Bulhões

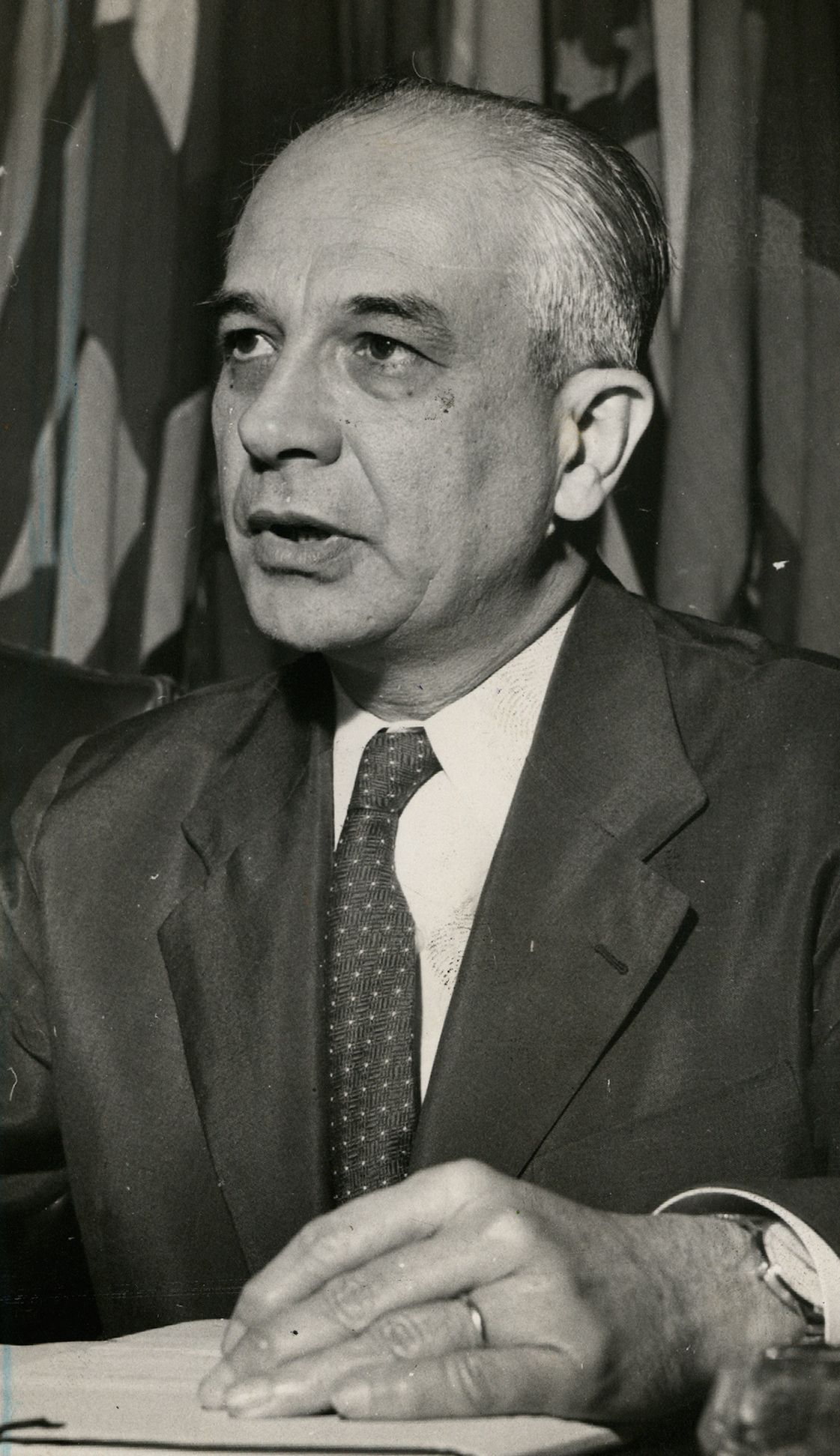

Otávio Gouveia de Bulhões (Río de Janeiro, 7 de enero de 1906 —13 de octubre de 1990), economista brasileño.

## Biografía
Hijo de un diplomático, se crio en Francia y Austria. Hombre discreto y lacónico, alejado de las cuestiones políticas, siempre se preocupó por la evolución económica de su país. 
Estudió ciencias jurídicas y sociales en Río de Janeiro. Posteriormente se especializó en economía en la American University de Washington. Influido por Adam Smith, defendió la corriente liderada por Eugênio Gudin.
En 1926 ingresó en el Ministerio de Hacienda, a cuya cabeza llegó en 1964, durante el gobierno de Humberto de Alencar Castelo Branco. Junto con Roberto de Oliveira Campos implementaron numerosas reformas económicas.
Casado con su prima Yedda, tuvo cuatro hijos.

## Obras
- Orientação e controle em economia. Río de Janeiro /Bedeschi, 1941.
- O banco central no Brasil [Catálogo antigo]. Río de Janeiro: Ministério da Fazenda, 1946.
- A margem de um relatório: texto das conclusões da Comissão Mista Brasileiro-Americana de Estudos Econômicos (Missão Abbink). Río de Janeiro: Ed. Financeiras, 1950.
- Economia e política econômica. Río de Janeiro Agir, 1960.
- Función de los precios en el desarrollo. México: Centro de Estudios Monetarios Latinoamericanos, 1961.
- Educação para o desenvolvimento. Río de Janeiro: Reper, 1966.
- Dois conceitos de lucro. Río de Janeiro APEC, 1969.
- Ensaios econômicos. Río de Janeiro: APEC, 1972.
- O Brasil e a política monetária internacional. Río de Janeiro, 1972.
- Política monetária brasileira. Brasília IPEAC, 1973.
- Evolução do capitalismo no Brasil. Río de Janeiro: Bloch, 1976.